# アロエ製薬
アロエ製薬株式会社（アロエせいやく）は、日本の製薬会社。本社は静岡県島田市にある。小林製薬グループの一社。社名が示すとおり、アロエを利用した製品を主力としている。2006年に小林製薬の子会社となったが、現在でも創立者の「間宮」の名を冠した商品を間宮アロエ軟膏、アロエ育毛剤を販売している。小林製薬のオードムーゲ、セナキュア、アロエガーデン、アットノン、ヒフミド(通販で販売する化粧品)を製造している。

## 沿革
- 1938年 - 創立者である間宮敏雄がアロエの研究を始める
- 1952年4月 - 間宮製薬創立
- 1961年4月 - 間宮製薬株式会社設立
- 1965年11月 - アロエ製薬株式会社に商号変更
- 1975年12月 - アロエ製薬販売株式会社設立
- 1983年12月 - アロエ製薬とアロエ製薬販売統合
- 2006年8月 - 小林製薬の完全子会社となる。

## 製品一覧
以下の製品はアロエ製薬が製造を行い、小林製薬が販売を行っている。

### 現行製品
間宮アロエ軟膏a【第3類医薬品】
日本国内の外皮用薬で唯一、アロエ成分（アロエ末・アロエ葉末）を配合したしもやけ・あかぎれ用薬。2013年秋から白を基調としたパッケージデザインに刷新している。

### 販売終了品
- アロエ製薬健胃錠【医薬品】
- アロエうるおうのど飴
- アロエ製薬健康アロエエキス - 2007年春をもって生産終了。
- アロエ製薬ハンドクリーム
- アロエ便秘錠